# Torás
Torás, en castillan et officiellement (Toràs en valencien), est une commune d'Espagne de la province de Castellón dans la Communauté valencienne. Elle est située dans la comarque de l'Alto Palancia et dans la zone à prédominance linguistique castillane.

## Géographie

Localisation de Torás
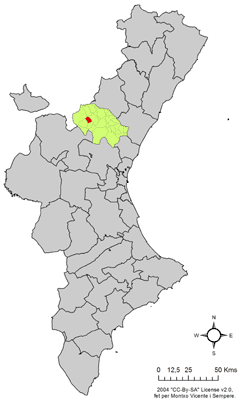
dans la Communauté valencienne.
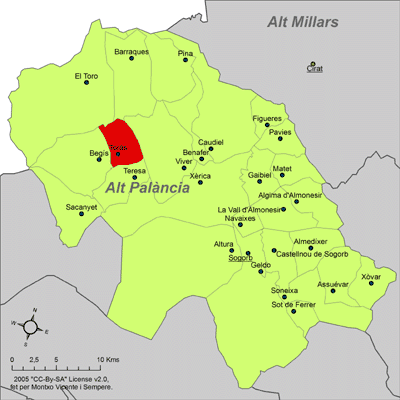
dans la comarque de l'Alto Palancia.

## Histoire
Née à l'époque de la domination islamique sur la Péninsule Ibérique, Torás a appartenu à la municipalité de Bejís jusqu'au 1842.